# Irina Rodnina
Irina Konstantinovna Rodnina (in russo Ирина Константиновна Роднина?; Mosca, 12 settembre 1949) è un'ex pattinatrice artistica su ghiaccio e politica russa, unica pattinatrice a vincere in coppia 10 titoli mondiali consecutivi e 3 ori olimpici consecutivi.

## Biografia
Rodnina ha iniziato a gareggiare insieme a Aleksej Ulanov, con il quale ha vinto i suoi primi 4 titoli mondiali e l'oro alle Olimpiadi di Sapporo 1972. In seguito ha fatto coppia con Aleksandr Zajcev, laureandosi campionessa olimpica a Innsbruck 1976 e a Lake Placid 1980, oltre a vincere 6 titoli mondiali. Dopo quest'ultimo oro olimpico si è ritirata dall'attività sportiva. Nel 1989 è stata introdotta nella World Figure Skating Hall of Fame.
Entrata in politica, dopo le elezioni parlamentari del 2007 è stata eletta nella Duma di Stato con il partito Russia Unita di Vladimir Putin. Nel settembre 2013 ha suscitato polemiche un suo messaggio pubblicato su Twitter, e accusato di razzismo, dove viene riportato un fotomontaggio in cui il presidente statunitense Barack Obama fissa una banana mostrata in primo piano.
Ha avuto l'onore di essere uno dei tedofori alle Olimpiadi di Soči 2014 insieme a Vladislav Tret'jak.

## Palmarès

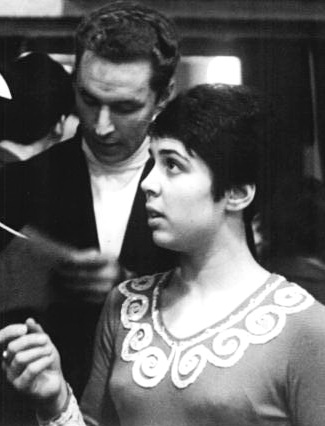
Rodnina con Ulanov nel 1970

### Con Zajcev
| Risultati                 | Risultati      | Risultati      | Risultati      | Risultati      | Risultati      | Risultati      | Risultati      | Risultati      |
| Internazionali            | Internazionali | Internazionali | Internazionali | Internazionali | Internazionali | Internazionali | Internazionali | Internazionali |
| Evento                    | 1972–73        | 1973–74        | 1974–75        | 1975-76        | 1976-77        | 1977–78        | 1978-79        | 1979-80        |
| ------------------------- | -------------- | -------------- | -------------- | -------------- | -------------- | -------------- | -------------- | -------------- |
| Giochi olimpici invernali |                |                |                | 1º             |                |                |                | 1º             |
| Campionati mondiali       | 1º             | 1º             | 1º             | 1º             | 1º             | 1º             |                |                |
| Campionati europei        | 1º             | 1º             | 1º             | 1º             | 1º             | 1º             |                | 1º             |
| Prize of Moscow News      |                |                |                |                |                | 1º             |                |                |
| Nazionali                 |                |                |                |                |                |                |                |                |
| Campionati sovietici      | 1º             | 1º             | 1º             |                | 1º             |                |                |                |

### Con Ulanov
| Risultati                 | Risultati      | Risultati      | Risultati      | Risultati      | Risultati      |
| Internazionali            | Internazionali | Internazionali | Internazionali | Internazionali | Internazionali |
| Evento                    | 1967–68        | 1968–69        | 1969–70        | 1970–71        | 1971–72        |
| ------------------------- | -------------- | -------------- | -------------- | -------------- | -------------- |
| Giochi olimpici invernali |                |                |                |                | 1º             |
| Campionati mondiali       |                | 1º             | 1º             | 1º             | 1º             |
| Campionati europei        | 5º             | 1º             | 1º             | 1º             | 1º             |
| Prize of Moscow News      | 1º             | 2º             | 1º             |                |                |
| Nazionali                 |                |                |                |                |                |
| Campionati sovietici      | 3º             | 3º             | 1º             | 1º             |                |